# Siegfried Koch
Siegfried „Sigi“ Koch (* 1936 in Augsburg) ist ein ehemaliger deutscher Radrennfahrer.

## Sportliche Laufbahn
Koch war im Straßenradsport aktiv. 1962 siegte er im traditionsreichen Eintagesrennen Rund um Köln vor Friedrich Liedl. In der nationalen Meisterschaft im Straßenrennen der Amateure wurde er hinter Winfried Bölke Zweiter. 1962 war er Mitglied der Auswahl des Bundes Deutscher Radfahrer bei der Tour de l’Avenir und beendete das Etappenrennen auf dem 62. Rang.
Koch startete mehrfach bei Radrennen in Nordamerika. Er lebte und arbeitete dort mehrere Jahre. 1968 konnte er mit der Tour of Somerville eines der damals bedeutendsten Radrennen in den USA gewinnen. 1972 gewann er in Kanada den C.C.M. Grand Prix Toronto.